# Arbel
Arbel (hebrejsky אַרְבֵּל, anglicky Arbel) je vesnice typu mošav v Izraeli, v Severním distriktu, v Oblastní radě Dolní Galilea.

## Geografie
Leží v oblasti s intenzivním zemědělstvím, v nadmořské výšce 57 metrů v Dolní Galileji, na náhorní plošině masivu Arbel, cca 3 kilometry od břehů Galilejského jezera.
Obec se nachází cca 5 kilometrů severozápadně od centra města Tiberias, cca 105 kilometrů severovýchodně od centra Tel Avivu a cca 45 kilometrů východně od centra Haify. Arbel obývají Židé, přičemž osídlení v tomto regionu je zcela židovské. Výjimkou je vesnice Chamam cca 2 kilometry severním směrem, kterou obývají izraelští Arabové respektive arabští Beduíni.
Arbel je na dopravní síť napojen pomocí lokální silnice číslo 7717, jež vede do Tiberiasu.

## Dějiny
Arbel byl založen v roce 1949. Navazuje na stejnojmenné sídlo Bét-arbél zmiňované v Bibli, Kniha Ozeáš 10,14 Zakladateli osady byla skupina veteránů z Židovské brigády. Ti se v roce 1946 usadili v osadě Bejt Gan (dnes součást Javne'el), ale po čase odešli kvůli nedostatku volné zemědělské půdy. K založení mošavu Arbel došlo 29. srpna 1949. Osada vznikla na pozemcích zaniklé arabské vesnice Hittin, která stávala do války za nezávislost v roce 1948 cca 3 kilometry jihozápadně od dnešního mošavu. Během války za nezávislost roku 1948 byla tato oblast ovládnuta židovskými silami a arabské obyvatelstvo bylo vysídleno.
Arbel byl původně mošavem typu mošav šitufi. Roku 1959 se transformoval na mošav ovdim. Každá rodina obdržela 5 dunamů (50 arů) půdy. Během ekonomické krize izraelských mošavů v 80. letech 20. století byla obec postižena dluhy a její rozvoj se zastavil.
Ekonomika obce je založena na zemědělství (v roce 2002 zde fungovalo 70 rodinných hospodářství). Plánuje se stavební expanze s projektovanými 85 domy určenými pro nezemědělské obyvatele. Roste význam turistického ruchu. Na západním okraji obce stojí ruiny starověké synagogy.

## Demografie
Obyvatelstvo mošavu Arbel je smíšené, tedy sekulární i nábožensky orientované. Podle údajů z roku 2014 tvořili naprostou většinu obyvatel v Arbel Židé (včetně statistické kategorie "ostatní", která zahrnuje nearabské obyvatele židovského původu ale bez formální příslušnosti k židovskému náboženství).
Jde o menší sídlo vesnického typu s rostoucí populací. K 31. prosinci 2014 zde žilo 643 lidí. Během roku 2014 populace vzrostla o 2,7 %.
| Rok            | 1961 | 1972 | 1983 | 1995 | 2001 | 2003 | 2004 | 2005 | 2006 | 2007 | 2008 | 2009 | 2010 | 2011 | 2012 | 2013 | 2014 |
| -------------- | ---- | ---- | ---- | ---- | ---- | ---- | ---- | ---- | ---- | ---- | ---- | ---- | ---- | ---- | ---- | ---- | ---- |
| Počet obyvatel | 186  | 162  | 249  | 323  | 335  | 332  | 333  | 346  | 364  | 408  | 408  | 517  | 561  | 571  | 613  | 626  | 643  |